# ماكس باير
ماكس باير (بالإنجليزية: Max Baer)‏ هو محامي وقاضي أمريكي، ولد في 24 ديسمبر 1947 في بيتسبرغ في الولايات المتحدة.

## وصلات خارجية
- ماكس باير على موقع إن إن دي بي (الإنجليزية)